# جيشن
جيشن هي مدينة، في بولندا، تقع في Cieszyn County ‏، هي عاصمة Duchy of Teschen ‏، وCieszyn County ‏، بلغ عدد سكانها 36,119 نسمة، تبلغ مساحتها 28.69 كيلومتر مربع، رمزها البريدي هو 43-400.

## الموقع
تشترك في الحدود مع:
- تشيسكي تشين
- Gmina Goleszów [الإنجليزية]‏
- Gmina Hażlach [الإنجليزية]‏
- Chotěbuz [الإنجليزية]‏
- Gmina Dębowiec, Silesian Voivodeship [الإنجليزية]‏.

## مدن توأم
المدن التوأم:
- لوسرن
- روجنافا
- تشيسكي تشين
- جينك
- Puck, Poland [الإنجليزية]‏
- Teuva [الإنجليزية]‏
- بلجق [الإنجليزية]‏.

## أعلام
- ريتشارد بايبس
- رودلف رامك
- سوافومير كوهوت
- كاجيتان كاجيتانوفيتش
- آيرينيوز جيلين